# BC Körmend
O Basquete Clube Körmend (húngaro:Körmendi Kosárlabda Klub ) é um clube profissional de basquetebol situado na cidade de Körmend, Vas, Hungria que disputa atualmente a Liga Húngara, Copa Europeia e a Copa Alpe Adria. Foi fundado em 1962 e manda seus jogos como mandante na Szentély Aréna com capacidade de até 1.800 torcedores.

## Títulos
Liga húngara
Campeão (3):1986–87, 1995–96, 2002–03
Finalista (4):1989–90, 1996–97, 2001–02, 2006–07, 2007–08
Copa da Hungria de Basquetebol
Campeão (7):1990, 1993, 1994, 1995, 1997, 1998, 2016
Finalista (2):1999, 2007
Copa Alpe Ádria
Campeão (1):2019